# ウィルフレッド・オーエン

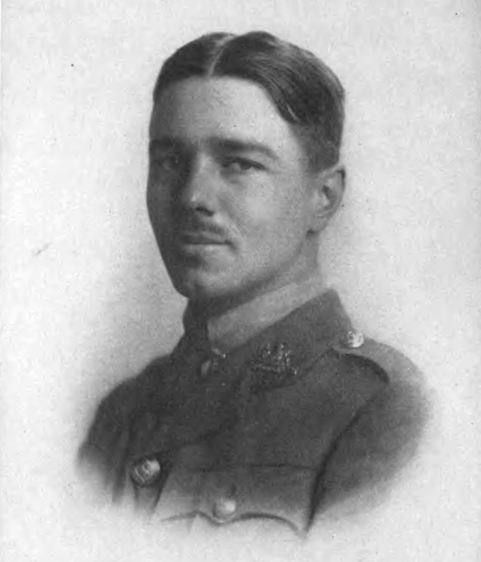
ウィルフレッド・オーエン

ウィルフレッド・エドワード・ソールター・オーエン (Wilfred Edward Salter Owen, 1893年3月18日-1918年11月4日) は「死すべき定めの若者のための賛歌」 (Anthem for Doomed Youth) などの第一次世界大戦を題材にした詩で知られるイギリスの詩人。

## 略伝

### 生い立ち
オーエンは1893年、イングランドとウェールズの境界付近に位置するシュロップシャーのオスウェストリーでウェールズ人とイングランド人の両親の元に生まれた。オーエンが生まれた時、両親は地域の名士として知られていた母の実家に同居していたが、1895年にオーエンの母方の祖父が没すると、一家は母の実家からの立ち退きを余儀なくされ、バークンヘッドの労働者向けの住宅街に引っ越している。
オーエンが詩に目覚めたのは、シュローズベリー・テクニカルスクールに在籍していた1903年ごろとされている。この頃のオーエンは特にキーツの詩を耽読、キーツを自己の偶像として崇拝していたという。1911年に高校を卒業したオーエンは大学進学を志したもののロンドン大学の奨学金獲得に失敗、レディング近郊ダンズデン村にある教会の牧師の助手や学校教師の助手などを務めた後、フランスに渡りボルドーの語学学校に職を得るが、しばらくしてそこも辞し、フランスに留まったまま家庭教師などで糊口をしのいでいた矢先に第一次世界大戦が勃発する。

## オーエンの詩作
オーエンは自身が体験した塹壕と毒ガスの凄惨な戦いを描いた詩によって、ジークフリード・サスーンと並び、第一次世界大戦を象徴する「戦争詩人（War Poet）」として人々の記憶に刻まれている。エディンバラで療養中のオーエンがサスーンと出会った事はオーエンの作風に大きな影響を及ぼし、オーエンの代表作『死すべき定めの若者のための賛歌』も一語一句に至るまでサスーンの添削を受け、推敲に推敲を重ねたものである。
オーエンとてサスーンと出会う以前からサスーンが強調したリアリズムや『体験から書く事』という要素と無縁であったわけではないが、これらの要素がオーエンの作風の核を占めるようになったのはまぎれもなくサスーンの影響によるものと思われる。現在世上に評価されているオーエンの詩の多くは
サスーンとの出会い以降に書かれた物である事がなによりの例証である。
サスーンはオーエン戦死の直前からオーエンの詩の紹介に努め、オーエンの詩はその成り立ちから受容に至るまでサスーンの影響下に置かれる事になった。サスーンの紹介でオーエンの詩を知ったイーディス・シットウェルはオーエン初の詩集の出版に尽力、第二のオーエン詩集を刊行したのはやはりサスーンの紹介でオーエンの詩を知った詩人エドマンド・ブランデンである。

## 最期

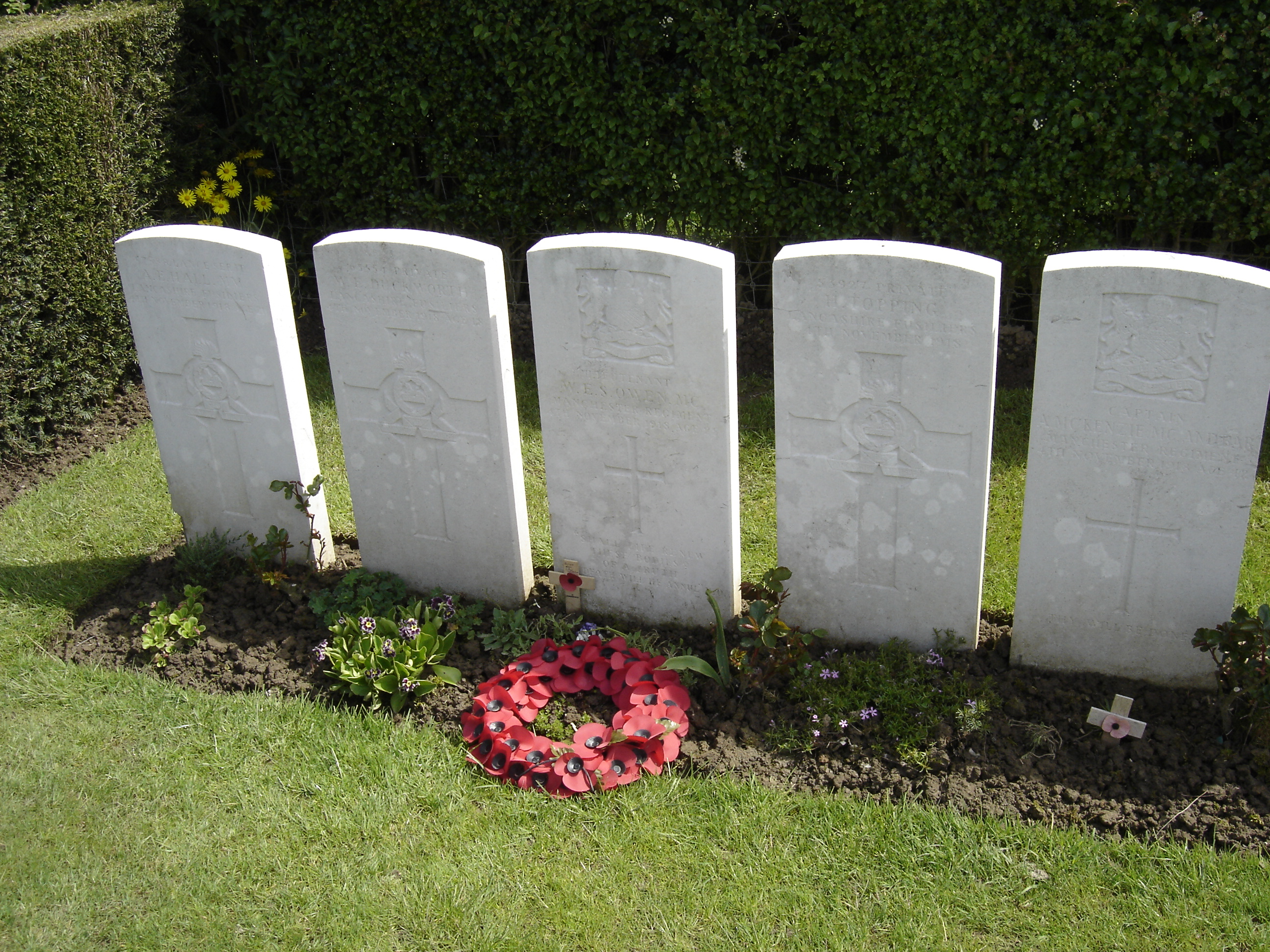
フランス・Orsにあるオーエンの墓石

1918年7月、オーエンは西部戦線に復帰する。サスーンはオーエンの前線復帰に強く反対したためオーエンはサスーンに内密で前線に復帰、10月には戦功十字勲章を受章、そして第一次世界大戦休戦のちょうど一週間前にあたる11月4日にオーエンは1918年のサンブルの戦いで戦死、休戦当日に戦死公告がオーエンの母の許に届けられた。

## 大衆文化における描写

### 文学と映画
1982年に初演されたスティーヴン・マクドナルドの戯曲「英雄たちについてではなく」はオーエンとサスーンの友情を題材にしており、第一次世界大戦中のクレイグロックハートでの二人の出会いから始まる。
1991年のパット・バーカーの歴史小説「再生」ではサスーンとオーエンの出会いと関係が描かれており、この出会いがオーエンに大きな影響を与えた事がサスーンの視点から認められており、オーエンの主治医であるアーサー・ブロックによる治療についても簡単に触れられている。1995年に出版された「再生」3部作の3冊目にあたる「ザ・ゴースト・ロード」ではオーエンの死が描かれている。 1997年の映画「再生」ではスチュアート・バンスがオーエンの役を演じた。
オーエンは2007年にBBCが制作し、サミュエル・バーネットが彼の役を演じたドキュメントドラマ「ウィルフレッド・オーエン:追憶の物語」の題材となっている。
メアリー・アン・シェイファーとアニー・バロウズによる2008年の書簡体小説「ガーンジー文学とポテト・ピール・パイ協会」の中で、オーエンはある文通者のインスピレーションの源として言及されている。
ハリイ・タートルダヴの歴史改変SF「サザン・ビクトリー・シリーズ」の第3巻のタイトルである「地獄を歩く」は「メンタル・ケース」の一節から引用されている。この本はカナダがアメリカ軍に侵攻され占領された仮想の第一次世界大戦史を描いた物であり、オーエンは引用の出典としてタイトルページで挙げられている。
2018年8月公開の映画「埋葬会（The Burying Party）」はクレイグロックハート病院から1918年のサンブルの戦いに至るオーエンの最晩年を描いた作品で、オーエン役にマシュー・ステイト、母スーザン役にジョイス・ブラナーが出演した。

### 音楽
彼の詩は様々な形式の音楽にも使われている。例えばベンジャミン・ブリテンはラテン語のレクイエムからのテクストと共にオーエンの詩の内の9編を戦争レクイエムに取り入れた。戦争レクイエムはコヴェントリー大聖堂の再聖別のために委嘱され、1962年5月30日に初演された。1988年にデレク・ジャーマンが1963年の録音をサウンドトラックとして戦争レクイエムを映画化している。
1982年、歌手のヴァージニア・アストリーがオーエンの詩「むなしさ」に作曲し、ザ・ラヴィッシング・ビューティーズが1982年4月に行われたジョン・ピールのセッションで録音している。
また1982年には10,000マニアックスはニューヨーク州のフレドニアでこの詩を元にした "Anthem for Doomed Youth "というタイトルの曲を録音した。この曲は彼らの初のEP「ヒューマン・コンフィクト・ナンバー・ファイブ」に収録され、後にコンピレーション・アルバム「ホープ・チェスト: ザ・フレドニア・レコーディングス1982–1983」にも収録された。また、アルバム「ホープ・チェスト」にも収録されている「ザ・ラテン・ワン」はオーエンの詩「Dulce et Decorum Est」のタイトルにちなんだ物でこの曲の基礎となっている。
1992年にアナセマはザ・クレストファーレンをリリースし、曲「ゼイ・ダイ」はオーエンの詩で彼の墓の碑文でもある「ザ・エンド」を引用している。
2010年、ウィラルのミュージシャンであるディーン・ジョンソンはオーエンの詩に合わせた音楽をもとにしたミュージカル「弾丸と水仙」を制作した。
2015年、イギリスのインディーズ・ロック・バンドのザ・リバティーンズがオーエンの詩にちなんで名付けられたアルバム「アンセムズ・フォー・ドゥームドゥ・ユース」をリリースした。
彼の詩は2000年のジェダイ・マインド・トリックスのアルバム「バイオレント・バイ・デザイン」で何度もサンプリングされている。プロデューサーのストゥープ・ザ・エネミー・オブ・マンカインドはオーエンの詩を含めてアルバムでのサンプリングした事で広く評価されている。

### その他
オーエンはイギリスのホラーポッドキャスト「ザ・マグナス・アーカイブス」の第7話「ザ・パイパー」に登場する。